# Schwere Panzerbüchse Oerlikon
Die Schwere Panzerbüchse Oerlikon war eine für die Schweizer Armee im Jahre 1932 konstruierte Panzerbüchse der Firma Oerlikon-Bührle. Das großkalibrige Selbstladegewehr verschoss Munition mit einem Kaliber von 20 mm.

## Geschichte
Oerlikon-Bührle war bekannt für seine 20-mm-Flugabwehrkanonen. Mit der schweren Panzerbüchse versuchte sich die Firma an Waffen, die von der Infanterie ohne Lafette gegen Panzerfahrzeuge eingesetzt werden konnten, wie dies im Ersten Weltkrieg mit dem eingesetzten Tankgewehr M1918 der Reichswehr erfolgt war. Zunächst waren die Spitzgeschosse der Oerlikon-Panzerbüchse noch in der Lage, die leichte Panzerung der herkömmlichen Gefechtsfahrzeuge zu durchschlagen. Für spätere Panzerungen reichte die Durchschlagskraft jedoch nicht, worauf Oerlikon-Bührle 1936 und 1941 auf eine überarbeitete Version mit stärkerer Munition und längerem Rohr umstellte. Aufgrund des Gewichts der Oerlikon-Panzerbüchsen wurden diese ab einem Einbein hinten und einem Zweibein vorne geschossen.
Daten über die genaue Stückzahl der von Oerlikon hergestellten Waffe lassen sich nicht mehr ermitteln. Die Waffe wurde in der Schweiz nicht eingeführt, da sich Armee für die Tankbüchse Solo 40 entschieden hatte und an einer Neuentwicklung, der 24 mm Tankbüchse 41 arbeitete. Die Oerlikon-Panzerbüchse kam in kleiner Zahl bei der tschechoslowakischen Armee und den finnischen Streitkräften zum Einsatz.

## Technik
Die Schwere Panzerbüchse Oerlikon ist eine zuschiessende Selbstladewaffe mit einem Masseverschluss. Die Funktion ist die gleiche wie bei den frühen Oerlikon-Flugabwehrkanonen. Nach dem Betätigen des Abzugs läuft der Verschluss nach vorne, schiebt eine Patrone aus dem links eingesetzten Stangenmagazin ins Patronenlager und zündet diese noch im Vorlauf, bevor die Hülse in der vorderen Verengung des Patronenlagers aufschlägt. Der Rückstoss bremst den Verschluss und beschleunigt ihn nach hinten, die leere Hülse wird ausgeworfen und der Verschluss wird wieder in hinterster Stellung blockiert. Die Waffe ist wieder schussbereit. Der Vorteil dieses System ist, dass es den Rückstoss der Waffe wesentlich verringert. Nachteilig ist, dass der schwere Verschluss nach dem Betätigen des Abzuges durch die Schliessfeder nach vorne beschleunigt wird, bevor der Schuss bricht. Dies führt zu einer Erschütterung der Waffe und bringt diese aus der Ziellinie. Im Gegensatz zu Lafetten, wie sie bei schwereren Waffen verwendet werden, genügen die bei der Oerlikon-Panzerbüchse verwendeten drei Stützen nicht, um sie beim Abschuss zu stabilisieren.
Zur Panzerbüchse lieferte der Hersteller einen von Hand zu ziehenden Munitionskarren. Die Panzerabwehrgruppe bestand aus dem Gruppenführer und sechs Mann.